# Afra van Augsburg

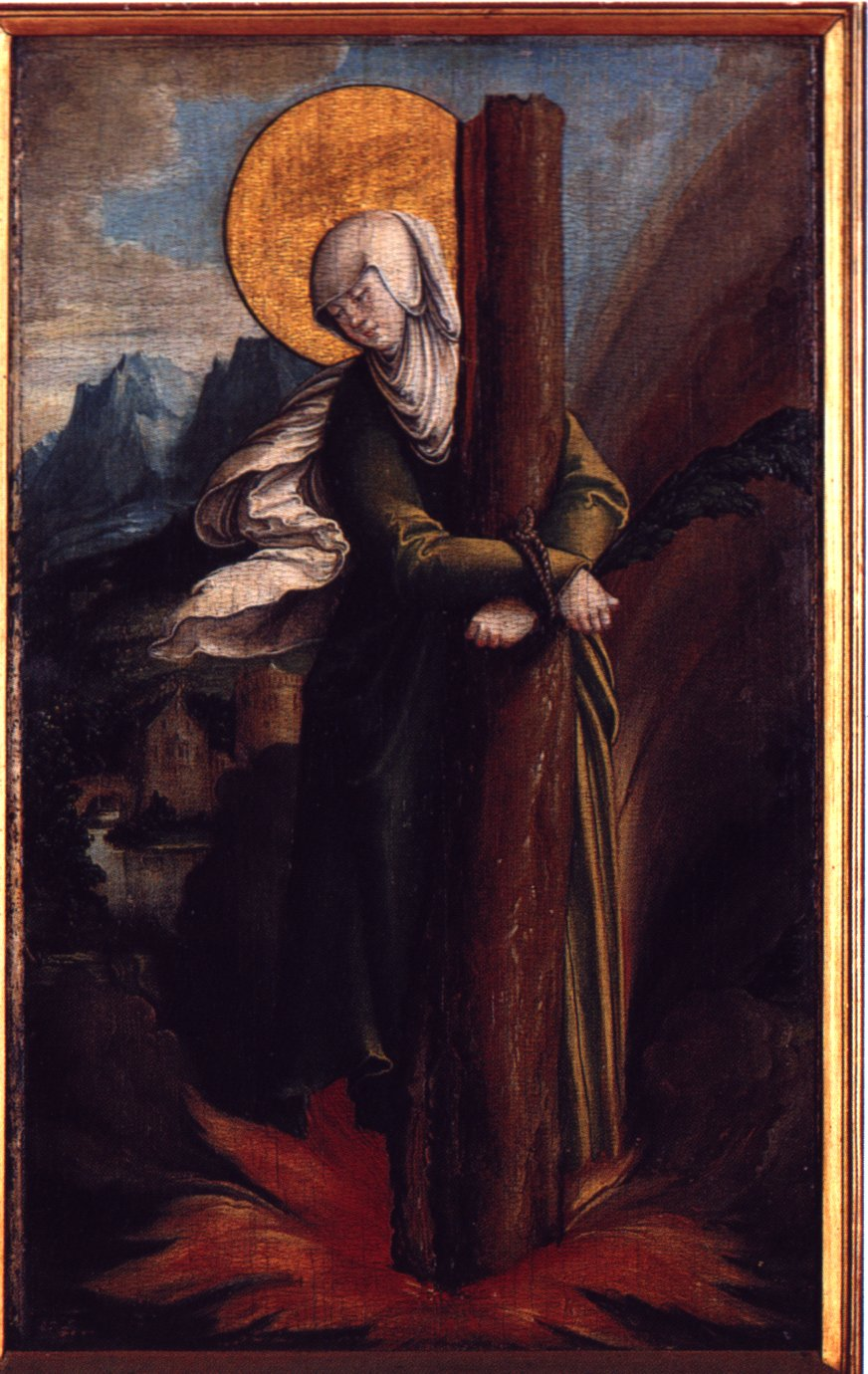
Afra van Augsburg

Afra van Augsburg is de beschermheilige (patrones) van de Beierse stad Augsburg. Zij stierf tijdens de laatste christenvervolging door keizer Diocletianus de martelaarsdood in Augsburg rond 304. Volgens de legende leidde zij met haar moeder Hilaria en de drie prostituees Digna, Eunomia en Eprepria (of Eutropia) een bordeel en werd door bisschop Narcissus van Gerona bekeerd. (Voor andere heilige prostituees zie: de heilige Pelagia van Antiochië en de heilige Thaïs van Alexandrië.) 
Voor het eerst werd haar dood gedocumenteerd in de 5e eeuw, onder andere in het Martyrologium Hieronymianum. Sint-Afra zou de dood hebben gevonden doordat men haar aan een boom vastbond en haar vervolgens verbrandde. Een andere hagiografische overlevering vermeldt dat zij werd onthoofd. Feitelijk is alleen het martyrium van Sint-Afra onomstreden, alle legendarische details eromheen zijn ontsproten aan een verteltraditie, die zich meer op de boodschap dan oorspronkelijke feiten richtte. Men gaat ervan uit dat Sint-Afra alleen de dood vond, zonder de genoemde metgezellinnen Hilaria, Digna, Eunomia en Eprepria (of Eutropia), de oom van Afra en broer van Hilaria Dionysius van Augsburg en de eveneens optredende martelaar Quiriacus van Augsburg.
In 565 bezocht de dichter Venantius Fortunatus haar graf, waar toen reeds de verering van Sint-Afra bestond. Haar lichaam raakte later zoek, maar in 1064 vond men in de kerk van H. Afra een Romeinse sarcofaag, waarin vrouwelijke beenderen lagen die brandsporen droegen, zodat deze onmiddellijk aan Sint-Afra toegeschreven werden. Tegelijkertijd werd zij formeel heilig verklaard. Deze rusten tot vandaag in de crypte van de basiliek van HH. Ulrich en Afra in Augsburg. Ook in Meissen in Saksen bevindt zich een aan Sint-Afra gewijde kerk.
De Rooms-Katholieke Kerk herdenkt Sint-Afra op 5 augustus, sommige kalenders vieren haar gedachtenis op 6 of 7 augustus.